# Lovre Kalinić
Lovre Kalinić (ur. 3 kwietnia 1990 w Splicie) – chorwacki piłkarz grający na pozycji bramkarza w Hajduk Split.

## Kariera klubowa
Karierę rozpoczął w 1998 w juniorskich drużynach NK Solin. W 2000 trafił do Hajduka Split, a w 2009 został włączony do pierwszego zespołu. Jeszcze w tym samym roku został wypożyczony do NK Junak Sinj, a następnie do NK Novalja, gdzie grał do 2010. W styczniu 2012 przeszedł na zasadzie wypożyczenia do NK Karlovac. W grudniu 2016 podpisał czteroipółletni kontrakt z KAA Gent. 21 grudnia 2018 roku klub Aston Villa F.C. ogłosił, że Kalinić dołączy do drużyny 1 stycznia 2019 roku.

## Kariera reprezentacyjna
Kalinić grał w młodzieżowych reprezentacjach Chorwacji: U-15, U-16, U-17 i U-21. W seniorskiej reprezentacji zadebiutował 12 listopada 2014 w przegranym 1:2 meczu towarzyskim z Argentyną. 31 maja 2016 znalazł się w 23-osobowej kadrze zawodników powołanych na Euro 2016.

## Życie osobiste
31 maja 2015 w Dugopolju poślubił swoją długoletnią dziewczynę Jelenę.

## Odznaczenia
- Order Księcia Branimira (2018)[8]